# Phân cấp hành chính Thổ Nhĩ Kỳ
Hệ thống phân cấp hành chính địa phương chính thức tại Thổ Nhĩ Kỳ về cơ bản được phân thành 3 cấp. Cao nhấp là cấp tỉnh (Il). Dưới cấp tỉnh là cấp huyện (ilçe) và nhỏ nhất là cấp xã (köy).

## Cấp tỉnh
Il (số nhiều: iller) là đơn vị hành chính địa phương cấp cao nhất của Thổ Nhĩ Kỳ, tương đương cấp tỉnh ở Việt Nam. Quan chức đứng đầu tỉnh được gọi là Vali (Thống đốc hoặc Tỉnh trưởng) do Tổng thống trực tiếp bổ nhiệm. Giúp việc cho thống đốc là Hội đồng tư vấn (Vilayet) với các thành viên do dân chúng bầu cử với nhiệm kỳ 4 năm. Về danh nghĩa, đây là cơ quan chính quyền địa phương cao nhất ở mỗi tỉnh.
Tính đến năm 2014, Thổ Nhĩ Kỳ có 81 tỉnh, trong đó có 30 tỉnh được hưởng quy chế thành phố tự trị (büyükşehir belediyeleri). Đây là những tỉnh có mật độ đô thị hóa cao với dân số trên 750.000 người. Ở những tỉnh này, chức trách của chính quyền tỉnh bị hạn chế nhiều, chỉ tập trung vào việc xây dựng và duy tu các trường học, khu dân cư, tòa nhà chính quyền, đường sá, khuyến khích nghệ thuật, văn hóa và bảo vệ thiên nhiên. Hầu hết chức trách tại các thành phố tự trị được thực hiện bởi Thị trưởng (Belediye Başkanı) do dân chúng bầu cử với nhiệm kì 5 năm, với sự giúp việc của Hội đồng thành phố (Büyükşehir Belediye Meclisi), với các thành viên được bầu cử gián tiếp từ các Hội đồng các đơn vị hành chính cấp huyện trực thuộc.

## Cấp huyện
Ilçe là đơn vị hành chính cấp 2 tại Thổ Nhĩ Kỳ, tương đương cấp huyện tại Việt Nam. Thông thường, mỗi tỉnh có một huyện được chọn làm tỉnh lỵ, gọi là thành phố tỉnh lỵ, quận trung tâm (châu thành) hay thị xã (merkez ilçesi). Trừ các thành phố tự trị, các tỉnh sẽ được gọi theo tên của thành phố tỉnh lỵ. Ngoại trừ ở các thành phố tỉnh lỵ do chính quyền tỉnh quản lý trực tiếp, quan chức đứng đầu huyện gọi là kaymakam (Huyện trưởng) do chính quyền trung ương trực tiếp bổ nhiệm. Giúp việc cho các Huyện trưởng là một Hội đồng huyện (Meclisi ilçe) do dân chúng bầu cử với nhiệm kì 5 năm.
Từ năm 1984, 3 thành phố tỉnh lỵ İstanbul, Ankara và İzmir được công nhận hưởng quy chế hưởng quy chế tự trị (belediyesi). Đây là những thành phố đông dân nhất tại Thổ Nhĩ Kỳ lúc bấy giờ. Chính quyền các thành phố này thoát ly khỏi chính quyền tỉnh, trực tiếp do một Thị trưởng (Belediye Başkanı) được dân chúng bầu cử với nhiệm kì 5 năm, thực hiện chức năng chính quyền, với sự giúp đỡ của Hội đồng thành phố (Belediye Meclisi), hình thành từ Hội đồng cấp huyện cũ. Do phát triển đô thị tăng nhanh, nhiều huyện có mật độ đô thị hóa cao xung quanh thành phố tự trị có thể kết hợp với nhau để hình thành một cụm đô thị (büyük şehir). Hội đồng thành phố cũng được mở rộng, không còn do dân chúng bầu cử trực tiếp, mà gián tiếp thông qua Hội đồng các huyện trong cụm.
Những năm tiếp theo, nhiều thành phố tỉnh lỵ cũng được lần lượt được hưởng quy chế tự trị. Năm 1986, 4 thành phố tỉnh lỵ gồm Adana, Bursa, Gaziantep và Konya được hưởng quy chế tự trị. Năm 1988, là Kayseri, Năm 1993, thêm 7 thành phố tự trị là Antalya, Diyarbakır, Erzurum, Eskişehir, Mersin, Kocaeli và Samsun. Năm 1999, là Sakarya.
Vào thời điểm năm 1993, tại Thổ Nhĩ Kỳ đã có 16 thành phố tự trị được công nhận. Các thành phố này liên tục mở rộng địa giới trong giới hạn của tỉnh. Tuy nhiên, đến năm 2004, Istanbul và Kocaeli phát triển đô thị hóa nhanh chóng, mở rộng hết địa giới tỉnh chứa nó. Lần lượt các thành phố khác cũng gặp tình trạng tương tự. Vì vậy, vào năm 2012, Thổ Nhĩ Kỳ thông qua luật công nhận các tỉnh có dân số trên 750.000 người là những thành phố tự trị hoàn toàn. Với luật này, thêm 13 tỉnh được công nhận là thành phố tự trị.
- Aydın
- Balıkesir
- Denizli
- Hatay
- Malatya
- Manisa
- Kahramanmaraş
- Mardin
- Muğla
- Tekirdağ
- Trabzon
- Şanlıurfa
- Van

Ngoài ra, Ordu cũng được chuẩn thành phố tự trị khi mốc dân số gần đạt đến, nâng tổng số đại đô thị lên 30. Theo đó, các thành phố tỉnh lỵ tại 30 tỉnh được bãi bỏ và chia thành các đơn vị hành chính cấp huyện mới. Số huyện trên toàn Thổ Nhĩ Kỳ do đó tăng lên từ 919 lên 957.

## Cấp xã
Đơn vị hành chính cơ sở tại Thổ Nhĩ Kỳ là ilçe belediyesi (khu dân cư tự chủ). Các ilçe belediyesi có dân số dưới 2.000 người được gọi là köy (tương đương xã ở Việt Nam). Những belediyesi có tổng nhân khẩu trên 2.000 người được gọi là belde (còn gọi là kasaba, tương đương thị trấn ở Việt Nam). Khác với hai cấp tỉnh và huyện, người đứng đầu các ilçe belediyesi do nhân dân trong địa phương bầu ra.
Trước 2014, toàn Thổ Nhĩ Kỳ có hơn 1.400 thị trấn và 30.000 xã. Sau khi luật 6360 được thông qua, các xã và thị trấn tại 30 thành phố tự trị được giải thể và tổ chức lại thành các mahalle (tương đương phường tại Việt Nam). Số lượng các thị trấn giảm chỉ còn 394 và các xã chỉ còn 18.335, phân bổ trên 51 tỉnh còn lại.